# Spasm
Un spasm sau o convulsie este o contracție involuntară bruscă ce poate avea loc la nivelul unui mușchi, al unui grup de mușchi sau al unui organ (de exemplu, spasmul arterial coronarian). Un spasm muscular poate fi cauzat de multe condiții medicale, inclusiv distonia. De cele mai multe ori, este cauzat de un dezechilibru hidroelectrolitic.